# Cuauhtémoc, Sonora
Cuauhtémoc är en ort i Mexiko.   Den ligger i kommunen Cajeme och delstaten Sonora, i den nordvästra delen av landet, 1 400 km nordväst om huvudstaden Mexico City. Cuauhtémoc ligger 29 meter över havet och antalet invånare är 2 629.
Terrängen runt Cuauhtémoc är mycket platt. Runt Cuauhtémoc är det ganska tätbefolkat, med 80 invånare per kvadratkilometer. Närmaste större samhälle är Ciudad Obregón, 9,5 km nordost om Cuauhtémoc. Trakten runt Cuauhtémoc består till största delen av jordbruksmark.